# Митрополит дабробосански Владислав
Владислав (световно Војислав Митровић; Старо Село код Гламоча, 26. мај 1913 — Ваљево, 13. септембар 1992) био је митрополит дабробосански.

## Световни живот
Митрополит Владислав (у свету Војислав Митровић) рођен је 1913. у Старом Селу код Гламоча, Босна, од оца Исаије, књижевника, и мајке Стаке. Основну школу завршио је у Гламочу, гимназију у Приједору, богословију у Сарајеву и Богословски факултет у Београду. У жељи за усавршавањем у историјским наукама, уписао се на Филозофски факултет у Београду (историја Византије, општа и национална историја) и дипломирао са одличним успехом на тему: Богомилство у Византији.
Пре избора за епископа службовао је у црквеном суду у Бањалуци (1932-1935), а од 1940. до 1950. године био је вероучитељ у разним местима Босне и Србије. Године 1950. постављен је за професора Богословије Светог Саве у манастиру Раковици.

## Монашки живот
Замонашен је 15. маја 1952. године у манастиру Раковици од митрополита дабробосанског Нектарија. Рукоположен је у чин ђакона на Видовдан 1952. а у чин презвитера на Светог Саву 1953. године. Исте године је одликован достојанством синђела, а 1955. године је произведен у чин протосинђела.
Изабран је за епископа захумско-херцеговачког 1955. године и хиротонисан 31. јула исте године у београдској Саборној цркви. Намучен у личном животу, епископ Владислав је дошао у разорену и напаћену Херцеговину. Скоро четрдесет година је обнављао храмове, манастире и духовни живот, а при крају живота доживео је рушење свега онога што је обновио и сазидао са онима који су му били верни и одани.
После смрти митрополита дабробосанског Нектарија 1966. године постао је администратор Митрополије дабробосанске, а 1967. године, по жељи Светог архијерејског сабора, и митрополит те епархије. Велики труд и самопрегоран рад и у овој епархији уродио је плодом, јер сав његов мукотрпни живот био је посвећен само Цркви. Пошто је и у новој епархији све обновљено, и у њој је порушено све оно што је четврт века зидао. Упоредо са тим, администрирао је својом ранијом епархијом, Епархијом захумско-херцеговачком.
Животни крај овог честитог српског јерарха био је у сваком погледу болан и пун разочарења у оне којима је највише веровао. Умро је ван својих епархија, изван Херцеговине којој је дао себе самог, у Ваљеву 13. септембра 1992. године, као архијереј без епархије, јер је на мајском сабору 1992. умировљен, и сахрањен у манастиру Докмиру код Уба. Митрополит Владислав је оставио жељу да се његови земни остаци, када време дозволи, пренесу у Сарајево и сахране у Саборној цркви. Његов наследник митрополит Николај извршио је последњу жељу блаженопочившег митрополита Владислава десет година после његовог упокојења. У договору са еп. Шабачко-Ваљевским Лаврентијем на Усековање 11. септембра 2002. године служена је Света архијерејска Литургија у манастиру Докмиру са парастосом. Два дана касније 13. септембра у 9 часова испраћени су земни остаци митрополита Владислава из манастира Докмира за Сарајево. Сутрадан, 14. септембра, у Саборној цркви у Сарајеву Свету Литургију служио је патријарх Српски Павле уз саслужење епископа: Шабачко-Ваљевског Лаврентија, Зворничко-Тузланског Василија, Бихаћко-Петровачког Хризостома, Милешевског Филарета, 14 свештеника и четири ђакона. У наставку је служен парастос уз саслужење око 60 свештеника, а потом су земни остаци митрополита Владислава спуштени у гробницу.